# Fontaine (Territorio de Belfort)
Fontaine es una comuna francesa situada en el departamento del Territorio de Belfort, de la región de Borgoña-Franco Condado.
Los habitantes se llaman Fontainiens.

## Geografía
Está ubicada a 10 km al este de Belfort, cerca de Alto Rin.

## Demografía
| 298 | 291 | 373 | 353 | 435 | 524 | 602 | 611 |
| Para los censos de 1962 a 1999 la población legal corresponde a la población sin duplicidades (Fuente: INSEE [Consultar]) |     |     |     |     |     |     |     |